# ويليم فان دير ستين
ويليم فان دير ستين (بالهولندية: Willem Frederik van der Steen)‏ هو عداء مسافات طويلة هولندي، ولد في 9 نوفمبر 1905 في أمستردام في هولندا، وتوفي في 10 مارس 1983 في Warnsveld ‏ في هولندا.

## وصلات خارجية
- ويليم فان دير ستين على موقع أوليمبيديا (الإنجليزية)